# Усть-Абакан
Усть-Абака́н — селище міського типу в Росії, адміністративний центр Усть-Абаканського району Хакасії.
Населення - 15 452 осіб (2017).

## Фізико-географічна характеристика
Географічне розташування
Селище розташоване в степу Мінусинської улоговини за 12 км на північ від Абакану, на лівому березі Красноярського водосховища Єнісею. Безпосередньо на захід від селища розташовується траса Р257 «Єнісей», яка відмежовує його від міста Черногорска. На північ від селища знаходяться Підкунинські гори, що піднімаються на 569 м. над рівнем моря.
Найнижча позначка Усть-Абакана - 243 м над рівнем моря.

## Історія
Усть-Абакан був заснований в 1909 році. Перші назви: улус Підкуння і улус Аскіровський.
Близько 1930 року в селищі, де вже функціонував цегляний завод, була побудована велика фабрика з переробки деревини - лісозавод. Деякий час робітниче селище носило однойменну назву - лісозавод.